# Каненгисер, Владимир Семёнович
Владимир Семёнович Каненгисер (род. 11 июня 1948 года, Куйбышев) — российский специалист в области радиолокации, лауреат Государственной премии РФ (2003).

## Биография
Окончил Всесоюзный заочный электротехнический институт связи (ВЗЭИС) (1976).
С 1968 г. работает в Горьковском (Нижегородском) НИИ радиотехники (ОАО ФНПЦ ННИИРТ): техник, инженер, старший инженер, ведущий инженер, с 2002 г. зам. начальника 10 отдела.
Участвовал в разработке многих изделий. Зам. главного конструктора трёхкоординатной РЛС 55ЖБУ метрового диапазона. Разработчик компьютеризированной системы контроля.
Лауреат Государственной премии РФ (2003) — за создание трехкоординатной радиолокационной станции «Небо-У» с цифровой фазированной антенной решеткой и за ее внедрение в производство и эксплуатацию. Награждён орденом «Знак Почёта». Почётный радист.